# پیتر باک (رستوران‌دار)
پیتر باک (انگلیسی: Peter Buck؛ ۱۹ دسامبر ۱۹۳۰ – ۱۸ نوامبر ۲۰۲۱)، فیزیکدان، رستوران‌دار، نوع‌دوست آمریکایی و یکی از بنیان‌گذاران رستوران‌های زنجیره‌ای فست‌فود ساب‌وی بود.

## اوایل زندگی و تحصیلات
باک در ۱۹ دسامبر ۱۹۳۰، در خانوادهٔ اروین و لیلیان برنیس «مولی» (دراپر) باک چشم به جهان گشود. خانوادهٔ او مالک مزرعه‌ای در پورتلند جنوبی در ایالت مِین بودند. او برادر کوچک‌تری به‌نام دیوید داشت و باهم در مزرعهٔ خانوادگی‌شان بزرگ شدند و کار کردند. در سال ۱۹۴۸، باک از دبیرستان پورتلند جنوبی و در سال ۱۹۵۲ از کالج بودین در برانزویک در ایالت مِین فارغ‌التحصیل شد. سپس مدرک کارشناسی ارشد و دکترای خود را در رشتهٔ فیزیک از دانشگاه کلمبیا دریافت کرد.

## حرفه
در سال ۱۹۵۷، باک در شرکت جنرال الکتریک در بخش آزمایشگاه انرژی اتمی نالز در اسکنکتدی در ایالت نیویورک مشغول به فعالیت شد. او در آنجا آزمایش‌ها و محاسباتی را در زمینهٔ توسعهٔ تجهیزات انرژی اتمی روی زیردریایی‌ها و کشتی‌های نیروی دریایی ایالات متحده انجام می‌داد. در سال ۱۹۶۵، باک به شرکت United Nuclear در وایت پلینز در ایالت نیویورک پیوست تا توزیع انرژی و الزامات سوخت‌گیری در نیروگاه‌های هسته‌ای را محاسبه کند. او در دانبری، کانکتیکات، به حرفهٔ مهندسی خود در خدمات انرژی هسته‌ای پایان داد.
در سال ۱۹۶۵، باک به شریک و دوست خانوادگی خود، فِرد دلوکا، ۱۰۰۰ دلار قرض داد و به او توصیه کرد برای پرداخت هزینه‌های دانشگاه بریجپورت در بریجپورت، کانکتیکات، ساندویچ‌فروشی راه بیندازد. آن‌ها به‌خاطر باک نام رستوران را «زیردریایی‌های عالی پیتر» نامیدند. وقتی کسب‌وکار رستوران رونق یافت، باک و دلوکا برای نظارت بر عمل‌کرد شعبه‌ها، باهم شرکت «Doctor's Associates» را ثبت کردند. با وجود عدم موفقیت مالی رستوران اول و دوم، آن‌ها بازهم شعبه‌های خود را گسترش دادند. باک و دلوکا تا سال ۱۹۷۳، ۱۶ شعبه در سراسر کانکتیکات داشتند و در سال ۱۹۷۴، شروع به واگذاری حق امتیاز رستوران‌ها کردند. آن‌ها لوگوی جدیدی را طراحی کردند و نام شرکت را از «Pete's Subway» به «Subway Sandwiches» تغییر دادند.
شرکت در سال‌های بعد هم توسعه یافت و تا سال ۲۰۱۰ با مالکیت ۳۳۷۴۹ رستوران، به بزرگ‌ترین رستوران زنجیره‌ای فست‌فود در سراسر جهان تبدیل شد. در سال ۲۰۱۵، باک با ۱٫۶ میلیارد دلار ارزش دارایی، در فهرست ۴۰۰ ثروت‌مند دنیا در مجلهٔ فوربز، در رتبهٔ ۲۶۱ قرار گرفت.

## بشردوستی، افتخارات و جوایز
در سال ۱۹۹۹، بنیاد پیتر و کارمن لوسیا باک در قالب بنیادی خصوصی برای مدیریت فعالیت‌های نوع‌دوستانهٔ خانواده تشکیل شد. این بنیاد به کتابخانهٔ دیجیتال Internet Archive کمک مالی کرده‌است.
باک شخصاً کمک‌های مالی بسیاری به مؤسسهٔ اسمیتسونیان، متولی موزهٔ ملی تاریخ طبیعی کرد. او یاقوت ۲۳٫۱۰ قیراطی کارمن لوسیا را به مجموعهٔ جواهرات موزه اهدا کرد. این یاقوت را یکی از بهترین یاقوت‌های برمه‌ای می‌دانند. جفری بست، سرپرست موزه، بیان می‌کند، که «در مدت بیست‌سالی که این‌جا هستم، این جواهر یکی از مهم‌ترین مواردی است که به این موزه اضافه شده‌است».
در سال ۲۰۰۸، دکترای افتخاری ادبیات از سوی کالج بودین به باک اعطا شد. در سال ۲۰۰۹، باک به کمپین جمع‌آوری سرمایه در کالج بودین کمک کرد. ازاین‌رو، مرکز جدید تناسب‌اندام کالج به افتخار او نام‌گذاری شده‌است.
در سال ۲۰۱۴، باک ۳۰ میلیون دلار به بیمارستان دانبری اهدا کرد.
به گزارش سایت landreport.com، باک از سال ۲۰۲۰، هفتمین مالک زمین در ایالات متحده از لحاظ وسعت بود که این زمین‌ها را برای حفاظت از فضای باز خریده بود.

## زندگی شخصی
در سال ۱۹۵۵، باک با هایدی پینرو ازدواج کرد. پدر هایدی، جسوس تی پینرو، اولین فرماندار بومی پورتوریکو بود. آن‌ها صاحب سه فرزند شدند: کریستوفر، کنت و سینتیا (کنت و سینتیا پیش از باک از دنیا رفتند). ازدواج آن‌ها به طلاق انجامید. پیتر بعدها با کارمن لوسیا پاساژم ازدواج کرد. آن‌ها پسری به‌نام ویلیام داشتند و بیش از بیست‌سال باهم زندگی کردند. هایدی در سال ۲۰۰۳ درگذشت.
باک به هوانوردی علاقه‌مند بود. او سال‌ها با گلایدر پرواز می‌کرد و عضو فعال و حامی انجمن Soaring Society of America و باشگاه Valley Soaring بود.
باک سال‌ها در دانبری، کانکتیکات، اقامت داشت. او در ۱۸ نوامبر ۲۰۲۱، یک ماه پیش از ۹۱ سالگی‌اش، در دانبری درگذشت.